# Krykływeć
Krykływeć (ukr. Крикливець) – wieś na Ukrainie, w obwodzie winnickim, w rejonie tulczyńskim, w hromadzie Krzyżopol. W 2024 liczyła 801 mieszkańców.

## Urodzeni
- Ołeksandr Tymczyk – ukraiński piłkarz.